# ساحة سانتا كروتشي

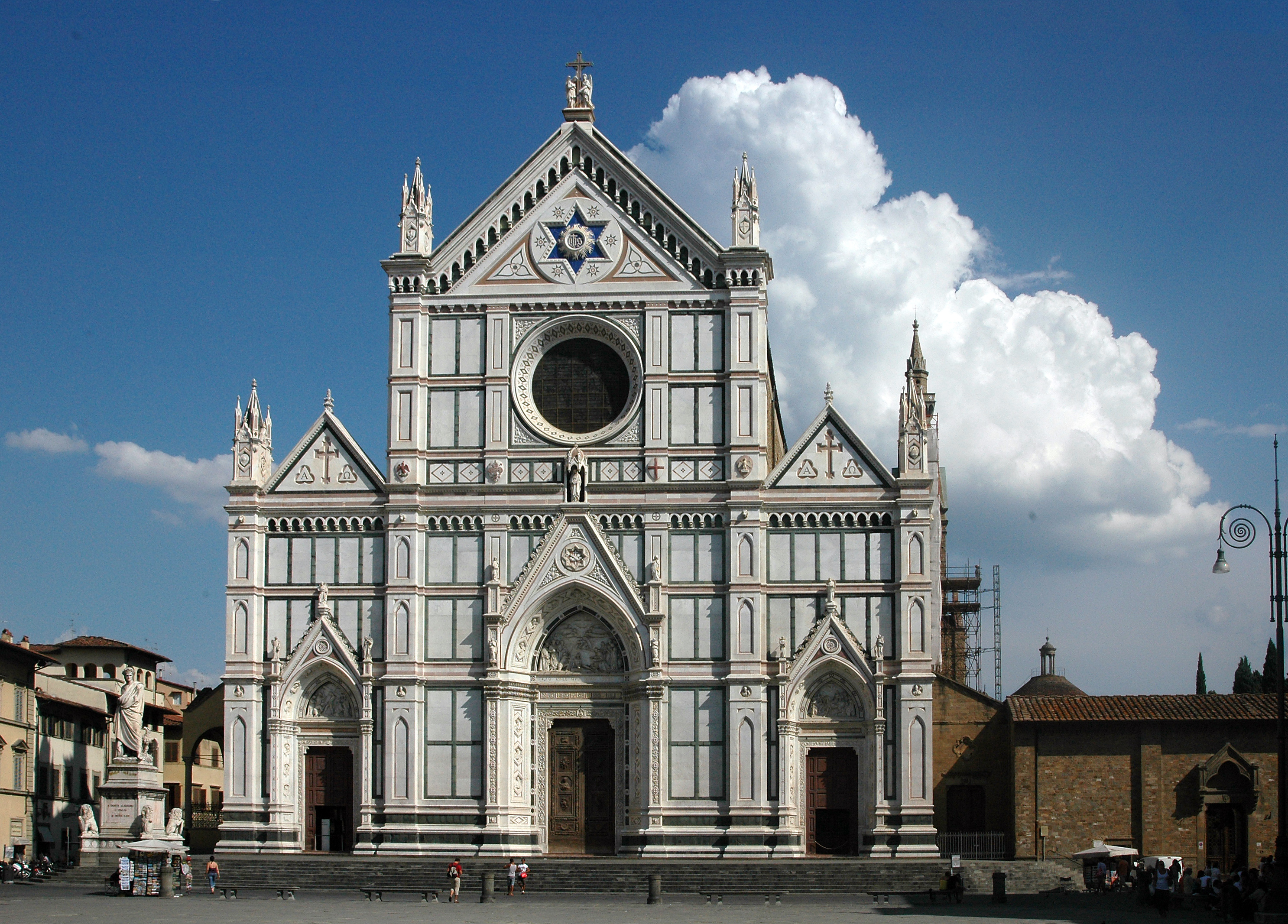
الميدان ، مع كنيسة سانتا كروتش.

ساحة سانتا كروتش هي واحدة من الساحات الرئيسية أو الساحات الواقعة في حي المركزي من فلورنسا ، منطقة توسكانا ، إيطاليا . يقع بالقرب من ساحة ديلا سيجنوريا والمكتبة المركزية الوطنية ، ويأخذ اسمه من كنيسة سانتا كروتش التي تطل على الساحة.

## المباني الرئيسية

### كنيسة سانتا كروتش
أبرز ملامح الكاتدرائية هي مصلياتها الستة عشر ، زين الكثير منها باللوحات الجدارية من قبل جيوتو وتلاميذه ، ومقابرها وتوابيتهم .
هذا هو مكان دفن العديد من الايطاليين اللامع، مثل مايكل أنجلو ، مكيافيلي ، إنريكو فيرمي ، غاليليو ، Foscolo أوغو ، ماركوني ، لويجي تشيروبيني ، ليون باتيستا البرتي ، فيتوريو الفيري ، جواكينو روسيني ، لورينزو جبرتي ، لورينزو BARTOLINI ، بيير أنطونيو ميشيلي ، بارتولوميو كريستوفوري ، جيوفاني جنتيل ، وبالتالي يُعرف أيضًا بمعبد المجد الإيطالي ( Tempio dell'Itale Glorie ).

### الواجهة الأولى من الكنيسة
على الجانب الآخر من كنيسة سانتا كروس ، يقع Palazzo Cocchi-Serristori ، الذي أعيد بناءه في أواخر القرن الخامس عشر بواسطة جوليانو دا سانجالو ، المهندس الشخصي لورنزو دي ميديشي . أمام قصر ، توجد نافورة من القرن التاسع عشر.

### قصر يتميز بواجهة جدارية تقع في ساحة سانتا كروتشي بفلورنسا بمنطقة توسكانا بإيطاليا
تقع الجدارية على الجانب الجنوبي من الساحة ، وهو قصر طويل بواجهة مزينة في أوائل القرن السابع عشر تحت إشراف جيوفاني دا سان جيوفاني . 

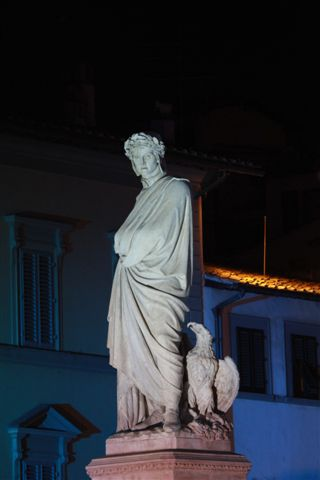
نحت Pazzi لدانتي.

### منحوتات
أمام الكاتدرائية تمثال من الرخام يصور دانتي منحوت من قبل إنريكو بازي ، المسمى نصب دانتي .

## الأحداث
في شهر يونيو من كل عام ، يتم إعداد حقل من الرمل لألعاب كالتشيو فيورنتينو (كرة القدم التاريخية) السنوية. اللعبة عنيفة إلى حد ما ؛ يُسمح بالملاكمة والمصارعة وتتكرر الإصابات الطفيفة.

## روابط خارجية
- الصفحة في فلورنسا أون لاين